# Swedish Open 2019 (Tennis)
Das Swedish Open 2019 war der Name eines Tennisturniers der WTA Challenger Series 2019 für Damen sowie eines Tennisturniers der ATP Tour 2019 für Herren. Das Turnier in Båstad fand für die Damen vom 8. bis 13. Juli statt, das Turnier der Herren folgte vom 15. bis 21. Juli 2019.

## Herrenturnier
→ Qualifikation: Swedish Open 2019 (Tennis)/Herren/Qualifikation